# Mikołaj Wolski (pisarz)
Mikołaj Wolski (ur. 1762 na Litwie, zm. w lutym 1802 lub w 1803 w Białymstoku) – poeta, tłumacz, publicysta, szambelan Stanisława Augusta Poniatowskiego.

## Życiorys
Urodzony na Litwie, studiował w Szkole Głównej Litewskiej (Uniwersytet Wileński). W tym okresie pozyskał początkowo sympatię, a następnie protekcję M. Poczobuta Odlanickiego. Interesował się astronomią. Uczeń i protegowany Joachima Litawora Chreptowicza. Podczas pobytu Szczorsach pełnił funkcję bibliotekarza rodu Chreptowiczów.
Wkrótce też poślubił Angelę z Kownackich (pisarzówna grodzka nurska: primo voto Krasuska lub Krajewska), dwórkę kasztelanowej krakowskiej I. Branickiej. Później przeniósł się na dwór białostocki i został gospodarzem wioski Koszki (pod Białymstokiem), wypuszczonej w dożywotnie władanie przez Branicką jego żonie.
Dzięki protekcji kasztelanowej Branickiej zyskał stanowisko szambelana Stanisława Augusta. W czasie Sejmu Czteroletniego otrzymał nominację na członka Deputacji Litewskiej powołanej do ułożenia prawa cywilnego i kryminalnego. Podczas Targowicy wszedł w skład Komisji Edukacyjnej Obojga Narodów oraz Komisji Skarbu Koronnego (16 grudnia 1793). Cztery miesiące później – 19 kwietnia 1794 – podpisał akces do insurekcji kościuszkowskiej. W tym samym roku (20 grudnia) udekorowany orderem Św. Stanisława. Zmarł dość młodo, w wieku około 40-41 lat.

## Twórczość
Uczestnik prac Sejmu Wielkiego jako członek delegacji litewskiej, członek komisji pracującej nad księgą praw cywilnych. Członek-założyciel Zgromadzenia Przyjaciół Konstytucji Rządowej. Autor wierszy okolicznościowych i dydaktycznych. Tłumacz (pierwszy przekład libretta "Wesela Figara"). Publicysta, obrońca króla, w 1795 napisał polemikę z dziełem Kołłątaja i Potockiego O upadku i ustanowieniu Konstytucji polskiej.... krytykującym Poniatowskiego, wiernie towarzyszył Poniatowskiemu na wygnaniu w Grodnie, aż do jego śmierci w Petersburgu. Członek Towarzystwa Przyjaciół Nauk.

### Ważniejsze utwory i mowy
1. Do JMci Ks. Kasprowicza z okazji kazania jego o miłości ojczyzny, powst. 1780, "Astrea" t. 4 (1823), nr 1, s. 27-31, pt. Wiersz... Do ks. Michała Karpowicza z powodu kazania jego o miłości ojczyzny, (wiersz ten ogłoszono też omyłkowo pod nazwiskiem F. Zabłockiego)
2. Mowa... zawierająca uwagi nad pierwiastkowymi dziejami świata, nad dawnym Egiptem, nad Assyrią, Medami i Persami, Wilno 1784, (praca uczniowska)
3. Dwie noce, czyli rozmyślania o sztuce gwiazdarskiej. Wiersz do WJMci ks. Marcina Poczobuta... 1784. Dzieło pogrobowe, "Nowy Pamiętnik Warszawski" t. 13 (1804), s. 127 i następne, 237-244
4. List cnotliwej żony do przyjaciółki o obowiązkach karmienia dzieci własnymi piersiami. Napisany przez... roku 1789 w Wilnie, "Dziennik Wileński" 1820 t. 2, s. 57-62
5. Do J. Ośw. Książęcia Jmci Aleksandra Sapiehy, kanclerza wielkiego, marszałka Trybunału Wielkiego Ks. Lit. ... w dzień imienin, brak miejsca wydania (1789)
6. Oświadczenie się względem pisma, któremu napis: Do JJ. WW. Ichmość Panów Tadeusza Czackiego, starosty nowogrodzkiego, i Mikołaja Wolskiego, szambelana J. K. Mci, z okoliczności wydanego pisma O konstytucji Trzeciego Maja, JJ. WW. Zaleskiemu, posłowi trockiemu, i Matuszewicowi, posłowi brzeskiemu-litewskiemu, poświęconego; brak miejsca wydania (1791); napisane w odpowiedzi na broszurę F. K. Dmochowskiego (?)
7. Do W. J. Księdza Franciszka Ksawerego Dmochowskiego S. P. z okoliczności wydanego pisma pt. Do JWW. Imć Panów Tadeusza Czackiego... i Mikołaja Wolskiego, brak miejsca wydania (1791); porównaj poz. 6
8. List ojca do syna względem odjęcia wolności Księciu Ponińskiemu, brak miejsca wydania (1791); autorstwo niepewne, przypisuje mu W. Smoleński (Publicyści anonimowi...)
9. Do J. Ośw. Książęcia Jego Mości Ignacego Massalskiego, biskupa wileńskiego... w dzień imienin, brak miejsca wydania (najpóźniej w roku 1794)
10. Odpowiedź na zarzuty uczynione Stanisławowi królowi polskiemu w piśmie 1793 roku wydanym O ustanowieniu i upadku Konstytucji polskiej 3 Maja, powst. 1795, rękopis (czystopis): Archiwum Główne Akt Dawnych (Archiwum Królestwa Polskiego, księga 183); także z rękopisu (z popr.) Biblioteka Polska w Paryżu sygn. 31, niebędącego jeszcze wersją ostateczną, pt. Uwagi nad książką pod tytułem O ustanowieniu i upadku Konstytucji 3 Maja – ogł. B. Zaleski, razem z pismem królewskim: Zdanie o królu polskim – pod wspólnym tytułem: Obrona Stanisława Augusta, "Rocznik Towarzystwa Historyczno-Literackiego w Paryżu. Rocznik 1867", Paryż 1868, (autorstwo i daty wyd. były przez pewien czas sporne; rozstrzygnął je ostatecznie na rzecz Wolskiego, E. Rostworowski
11. Pamiętniki ostatnich chwil Stanisława Augusta, niewydane; inform. F. M. Sobieszczański (tekst nierejestrowany w Bibliografii pamiętników polskich E. Maliszewskiego, Warszawa 1928).

Ponadto drobne utwory Wolskiego ogłaszano w czasopismach: "Astrea" (tu: Werki. Wyjątek z poematu, t. 4, 1823, nr 1, s. 32-33), "Wanda" (tu: Na obraz Kiopka, pieska króla Stan. Augusta, 1820, t. 1, s. 55 – przedr.: J. Kott w: S. Trembecki: Pisma wszystkie t. 1, Warszawa 1953, s. 292; J. W. Gomulicki, "Stolica" 1962 nr 36, s. 19).

### Przekłady
1. (A. Beuvius): Familia podźwigniona. Przypowieść niemiecka, brak miejsca wydania (1784); autora oryginału wskazał Estreicher XXXIII, 1939, 302
2. P. A. C. de Beaumarchais: Dzień pusty, albo Wesele Figara. Komedia w 5 aktach p. de... po polsku przetłumaczona, wyst. Wilno 8 maja 1786, wyd. Warszawa XI 1786; fragmenty przedr. w zbiorach: Rozrywki w smutku..., Warszawa 1796; Piosnki i arie z różnych operów i komedii zebrane, Warszawa 1801
3. E. Young: Noce, niewydane, (inform. G. Korbut)
4. P. Vergilius Maro: Georgiki, niewydane, (inform. F. K. Dmochowski).

Drobne jego przekłady ogłaszała "Wanda" 1820 t. 1, (Pieśń – z W. R. Spencera, inc.: Trzpiotek Wenery... s. 36, Pieśń z francuskiego, inc.: W twoim oddaleniu... s. 36-37).

### Listy
1. Do Stanisława Augusta z 9 grudnia 1794, rękopis: Biblioteka PAN Kraków sygn. 212, (porównaj poz. 6)
2. Korespondencja z królem w sprawie Uwag nad książką..., rękopis: Archiwum Główne Akt Dawnych (Korespondencja Stanisława Augusta k. 655-666, 668-670); List od króla z 4/16 września 1797 ogł. b. Zaleski, "Rocznik Towarzystwa Historyczno-Literackiego w Paryżu. Rok 1867", Paryż 1868; fragmenty cyt. E. Rabowicz: Stanisław Trembecki w świetle nowych źródeł, Wrocław 1965 "Instytut Badań Literackich PAN. Studia z Okresu Oświecenia" nr 3, s. 404-405
3. Do Wiktora Gołuchowskiego, szambelana w zbiorze z lat 1793-1800, rękopis: Biblioteka PAN Kraków sygn. 998
4. Do K. Koźmiana z roku 1800, rękopis: Biblioteka PAN Kraków sygn. 2031, t. 1
5. Od T. Czackiego 2 listy z: 28 września i 3 grudnia 1792, ogł. D. Chodźko, "Ondyna Druskienickich Źródeł" 1846 zeszyt 8, s. 6-21
6. Od Stanisława Augusta z 15 grudnia 1794, ogł. L. Wegner, "Rocznik Towarzystwa Przyjaciół Nauk w Poznaniu" t. 5 (1869), s. 45-51 i odb.; fragmenty przedr.: W. Smoleński w: Publicyści anonimowi z końca w. XVIII, "Przegląd Historyczny" t. 14 (1912) i odb.; E. Rostworowski: Legendy i fakty XVIII w., Warszawa 1963, s. 489, (list ten jest odpowiedzią na poz. 1; rękopis w Bibliotece PAN Kraków sygn. 212)
7. Od R. Korsaka z roku 1797 (2 listy), rękopis: Lw. Państw. Nauk. Bibl. (Zbiór Baworowskich sygn. 828/I), ogł. H. Biegeleisen: Rajmund Korsak, "Biblioteka Warszawska 1880 t. 2, s. 321; fragmenty przedr. E. Rabowicz jak wyżej poz. 2, s. 381.

## Wybrane opracowania nt. twórczości Wolskiego
1. Wesele Figara na teatrze wileńskim: "Gazeta Warszawska" 1786 nr 45; przedr. J. Jackl, "Teatr Narodowy 1765-1794", red. J. Kott (Warszawa 1967)
2. (S. K. Potocki): Sen, czyli sąd Bielawskiego, (powst. 1791); wyd. (błędnie) w: S. Trembecki: Poezje t. 2, Warszawa 1820 (1821); wyd. następne: S. Trembecki: Pisma wszystkie, t. 2, Warszawa 1953
3. Volumina legum t. 10: Konstytucje Sejmu Grodzieńskiego z 1793 r., wyd. Z. Kaczmarczyk, Poznań 1952, "Poznańskie Towarzystwo Przyjaciół Nauk. Wydawnictwa Źródłowe Komisji Historycznej" nr 9
4. Akty powstania Kościuszki t. 3: wyd. W. Dzwonkowski, E. Kipa, R. Morcinek, Wrocław 1955
5. E. Biezborodko: Króla Stanisława ostatni pobyt w Grodnie (powst. w latach 1795-1796), przekł. polski "Rocznik Towarzystwa Historyczno-Literackiego w Paryżu. R. 1873-1878", Poznań 1878 t. 1
6. F. K. Dmochowski: O życiu i pismach M. Wolskiego, "Nowy Pamiętnik Warszawski" t. 13 (1804), s. 93; przedr. w: Pisma rozmaite t. 2, Warszawa 1826
7. A. Feliński: O wierszowaniu w: Dzieła t. 2, Wrocław 1840, s. 205-206
8. K. Brodziński: Literatura polska (powst. w latach 1822-1823), w: Pisma t. 4, Poznań 1872, s. 406 i wyd. następne
9. Przypisek redakcji: "Astrea" t. 4 (1823), nr 1, s. 27-29
10. K. Koźmian: Pamiętniki t. 1, Poznań 1858, s. 265-267.